# Падерборн 07
«Падербо́рн 07» (нім. «Sport-Club Paderborn 07 e.V.») — німецький футбольний клуб з Падерборна, Північний Рейн-Вестфалія. Заснований 1985 року.